# 那須鉱山
那須鉱山（なすこうざん）は、栃木県那須郡旧那須村、旧塩原町の那須連山茶臼岳付近にあった硫黄鉱山。

## 沿革
平山硫黄工業所
1886年（明治29年）ごろには硫黄鉱業所が開所しており、大分県出身の技術師平山徳治が顧問となった。
1989年、一時閉山が決まったが、平山が鉱業権を継承して鉱主となった。日露戦争により事業が拡大した。
那須硫黄鉱山
1932年（昭和7年）、那須硫黄鉱山株式会社（本社: 横浜市）が設立され、那須岳の118,379坪を取得し、年間2千トンを算出した。